# Грожан, Себастьен
Себастье́н Рене Грожа́н (фр. Sébastien René Grosjean, род. 29 мая 1978 года в Марселе, Франция) — французский теннисист; полуфиналист четырёх турниров Большого шлема в одиночном разряде; финалист Итогового турнира ATP (2001) в одиночном разряде; победитель девяти турниров АТР (из них четыре в одиночном разряде); бывшая четвёртая ракетка мира в одиночном разряде; обладатель Кубка Дэвиса 2001 года в составе сборной Франции; победитель одного юниорского турнира Большого шлема в парном разряде (Открытый чемпионат Франции-1996); бывшая первая ракетка мира в юниорском рейтинге.

## Общая информация
Себастьен родился в Марселе. В детстве с семьей жил в Анхеле (Верхние Альпы), где начал заниматься лыжами. Потом его семья переехала в Пра-Лупе (Альпы Верхнего Прованса), где Себастьен открыл для себя теннис. Окончательно Грожан решает посвятить свою жизнь теннису в 1987 году.
Женат с 16 ноября 1998 года на Мари-Пьер Виллани. Пара имеет трёх детей: дочери Лола (родилась 11 октября 1998 года) и Сэм (26 февраля 2006), а также сын Том (1 июля 2002). Семья в настоящее время проживает в Бока-Ратоне, Флорида, США, где Себастьян работает тренером в теннисной академии Эверт. В мире тенниса близкий друг Себастьяна — Арно Клеман, который является крёстным отцом его сына.
Восхищался игрой своего соотечественника Янника Ноа. Увлекается футболом и сноубордингом. Болельщик футбольного клуба «Олимпик Марсель».
Грожана хвалили за изящный стиль и классическую игру. Несмотря на маленький рост, Грожан был универсальным игроком, который обладал весьма мощной подачей и хорошо умел играть у сетки. Поклонники прозвали его «Большой Джон» — буквальный перевод его фамилии на английский язык.
Инвентарь.
Во время своей карьеры Себастьен пользовался: одежда и обувь — Lacoste. Ракетка — HEAD Prestige Classic 660.

## Спортивная карьера
Начало карьеры. Финал в Майами.
В 1990 году Себастьен начал обучение теннису в Сен-Рафаэле под руководством Патриса Бе. В сентябре 1992 года он поступает в Национальный институт спорта INSEP. В мае 1994 года Грожан возвращается в Марсель, где занимается с Бернардом Фрицем. В 1995 году Себастьян Грожан становится чемпионом Франции среди юниоров. В 1996 году он выиграл юниорский Ролан Гаррос в парном разряде (с Оливье Мути). На том же турнире он вышел на профессиональный уровень, впервые сыграв в ATP-туре в парном разряде. По итогам сезона 1996 года Грожан возглавил юниорский рейтинг.
Дебют в одиночных соревнования тура состоялся в феврале 1997 года в родном для Грожана Марселе. В мае того же года в Братиславе он выиграл первый титул на турнирах серии «челленджер». В марте 1998 года на грунтовом турнире АТП в Касабланке 19-летний француз смог выйти в полуфинал, начав своё выступление с квалификации. Летом он обратил на себя внимание на Уимблдонском турнире, сумев пройти в четвёртый раунд, где Грожан проиграл лидеру мирового тенниса на тот момент Питу Сампрасу. Это выступление позволило Грожану войти в первую сотню мирового рейтинга. В августе он вышел в полуфинал турнира в Бостоне.
В феврале 1999 года Грожан побеждает на «челленджере» в Шербур-Октевиле. В начале марта он выходит в полуфинал турнира в Копенгагене. Затем Себастьян отлично выступил на Мастерсе в Майами. Ему удалось выйти в свой первый финал АТП и сразу же на одном из сильнейших турниров. На тех соревнованиях он одержал первую свою победу над действующем № 1 в мире. Грожан в четвёртом раунде обыграл Карлоса Мойю — 3-6 6-4 7-6(9). В финале он проиграл в борьбе за титул № 7 в мире Рихарду Крайчеку — 6-4, 1-6, 2-6, 5-7. Следующего финала он достиг в начале мая на грунтовом турнире в Атланте, проиграв его австрийцу Штефану Коубеку. Также в мае Грожан вышел в полуфинал в Делрей-Бич. На Ролан Гаррос в этом сезоне он впервые вышел в третий раунд, где вновь проиграл Коубеку. В июле Грожан дебютировал за сборную Франции в Кубке Дэвиса, сыграв в четвертьфинале против Бразилии. В августе в Индианаполисе в четвертьфинале он обыграл № 6 в мире Густаво Куэртена и вышел в полуфинал. В сентябре в полуфинале Кубка Дэвиса Грожан помог своей команде обыграть бельгийцев. В финале французы на выезде сыграли со сборной Австралии. Грожан проиграл стартовый матч финала Марку Филиппуссису, а вторую игру сыграл в заключительном матче, который уже ничего не решал против Ллейтона Хьюитта и обыграл его. По итогу французы проиграли со счётом 2-3.
2000-02. Полуфиналы Большого шлема, финал Итогового турнира и победа в Кубке Дэвиса.
Первый выход в полуфинал в 2000 году Грожан оформил в феврале на турнире в Марселе. За неделю до турнира он впервые поднялся в Топ-20 одиночного рейтинга. В апреле на грунтовом турнире в Касабланке он смог выйти финал, в котором проиграл Фернандо Висенте. Но без титула с тех соревнований француз не уехал. В парном разряде Грожан выиграл свой дебютный приз АТП, разделив успех со свои другом Арно Клеманом. В июне он выигрывает свой первый турнир и в одиночках на траве в Ноттингеме. В решающем матче Себастьян переиграл Байрона Блэка из Зимбабве со счётом 7-6(7), 6-3. В октябре на Мастерсе в Штутгарте Грожан в матче третьего раунда нанёс поражение № 3 в мире Густаву Куэртену. Затем, обыграв Майкла Чанга, он оформил выход в полуфинал. Ещё один раз в 1/2 финала в том сезоне он вышел на зальном турнире в Стокгольме.

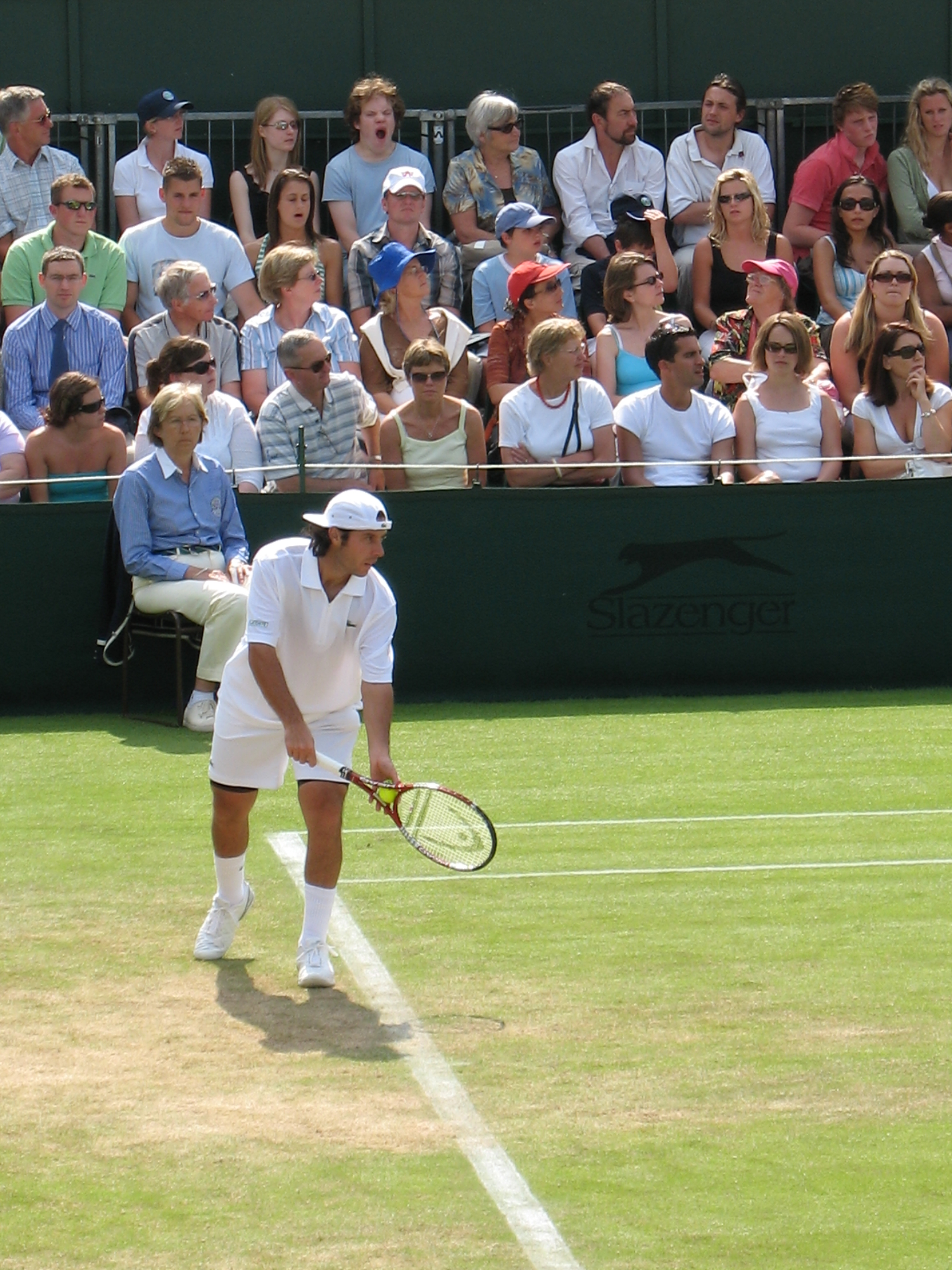
Грожан на Уимблдонском турнире в 2006 года

2001 год стал одним из самых успешных в карьере Грожана. На старте сезона он вышел в полуфинал турнира в Сиднее. На Открытом чемпионате Австралии Себастьян совершил прорыв и вышел в полуфинал. В борьбе за выход в титульный матч на Большом шлеме он в упорной борьбе проиграл соотечественнику Арон Клеману. ведя 2-0 по сетам — 7-5, 6-2, 6-7(4), 5-7, 2-6. В феврале он вышел в финал турнира в Марселе, проиграв только Евгению Кафельникову. В апреле Грожан сыграл в полуфинале Мастерса в Монте-Карло. Перед Ролан Гаррос он поднялся в рейтинге в первую десятку. На само же Открытом чемпионате Франции Себастьян вновь выступил отлично, выйдя во второй полуфинал на Большом шлеме подряд. Для этого ему потребовалось победить в четвертьфинале № 3 в мире Андре Агасси. За выход в финал он поборолся с испанцем Алексом Корретхой, но проиграл ему в трёх сетах.
Лучшим результатом последующей летней части сезона 2001 года для Грожана стал выход в полуфинал в Гштаде. Под конец сезона француз набрал отличную форму и он смог одержать победу на своём единственном Мастерсе в карьере. К радости местной публики он выиграл зальный Мастерс в Париже, обыграв в финале Евгения Кафельникова со счётом 7-6(3), 6-1, 6-7(5), 6-4. Грожан смог по результатам сезона отобраться на Итоговом турнире в Сиднее. На групповом этапе соревнований элиты он победил № 3 в мире Андре Агасси и № 5 Патрика Рафтера и проиграл № 2 Ллейтону Хьюитту. В полуфинале француз вновь смог обыграть Евгения Кафельникова и вышел в финал. Он стал первым представителем Франции, кому это удалось на Итоговом турнире в одиночном разряде. Но завоевать титул ему не удалось — второй раз по ходу турнира Грожан проиграл Ллейтону Хьюитту (3-6, 3-6, 4-6). Он закончил год 6-м в мире в статусе первой ракетки Франции. В самом конце сезона Грожан сыграл за сборную Франции в финале Кубка Дэвиса против австралийцев. Он проиграл обе своих личных встречи Хьюитту и Рафтеру, но, благодаря усилиям его партнёров, французская команда смогла победить 3-2 и выиграть престижный командный трофей.
2002 год Грожан начинает менее успешно чем предыдущий. первый полуфинал у него состоялся в феврале на зальном турнире в Роттердаме. В апреле он вышел в 1/2 финала на Мастерсе в Монте-Карло. На Ролан Гаррос в том сезоне он вышел в четвертьфинал, проиграв в нём Марату Сафину. В июле Себастьян выиграл парный трофей в Лос-Анджелесе, выступив в команде с Николасом Кифером. В октябре он вышел в полуфинал Мастерса в Мадриде. На следующей неделе после этого он смог победить на зальном турнире Санкт-Петербурге, обыграв в финале россиянина Михаила Южного. После этой победы он на одну неделю смог забраться на четвёртую строчку в мировом рейтинге, однако после вылета в третьем раунде Мастерса в Париже, Грожан, потеряв рейтинговые очки за прошлогоднюю победу, вылетел из первой десятки. На протяжении всего сезона Себастьян выступал за сборную Франции в Кубке Дэвиса и смог с ней второй год подряд выйти в финал. В драматичном финале против сборной России Грожан в первый день обыграл Евгения Кафельникова, а в третий день проиграл Марату Сафину. По итогу Французы у себя дома уступили со счётом 2-3, не сумев выиграть трофей второй год подряд.
2003-06. Полуфиналы на Уимблдоне.
На Открытом чемпионате Австралии 2003 года Грожан смог выйти в четвертьфинал. В феврале он выиграл парный приз в Марселе совместно с Фабрисом Санторо. На турнире в Роттердаме Себастьян вышел в полуфинал. В июне он успешно сыграл на турнире в Лондоне. В четвертьфинале он во второй раз в карьере обыграл действующего № 1 в мире, которым на тот момент был Ллейтон Хьюитт. В полуфинале он обыграл британца Тима Хенмена, однако в финале он проиграл Энди Роддику. На Уимблдоне Грожан смог серьезно пройти по турнирной сетке, достигнув полуфинала. На стадии четвёртого раунда он обыграл третьего в мире Хуана Карлоса Ферреро. В четвертьфинале он еще раз обыграл местного любимца Тима Хенмена, а в полуфинале проиграл Марку Филиппуссису. В октябре Грожан вышел в финал турнира в Токио, но не смог там обыграть немца Райнера Шуттлера.
В 2004 году Грожан повторяет результат на Открытом чемпионате Австралии — выход в четвертьфинал. В марте на Мастерсе в Индиан-Уэллсе он выиграл парный титул в партнёрстве с Арно Клеманом. В июне он второй год подряд вышел в финал турнира в Лондоне, где снова проиграл Энли Роддику. На Уимблдоне Грожан также второй год подряд смог выйти в полуфинал. В финал большого шлема его не пустил Роджер Федерер. Летом он выступил на своей единственной в карьере Олимпиаде, которая проходила в Афинах. Себастьян смог там выйти в четвертьфинал, где проиграл чилийцу Фернандо Гонсалесу.
В апреле 2005 года Грожан сыграл в финале турнира в Хьюстоне, где проиграл Энди Роддику, а по пути в четвертьфинале смог выиграть Андре Агасси. На Уимблдоне Себастьян вышел в стадию четвертьфинала. В октябре он сыграл в полуфинале турнира в Лионе. На Открытом чемпионате Австралии 2006 года 25-летний француз вышел в четвертьфинал. В феврале он смог дойти до полуфинала в Марселе. Следующий раз до той же стадии он дошёл уже в октябре на турнире в Меце.
2007-10. Завершение карьеры.
За весь сезон 2007 года, дальше стадии четвертьфинала Грожан смог пройти лишь в Лионе в октябре. Зато на этом турнире он смог совершить победный дубль, выиграв одиночные и парные соревнования. В одиночках Грожан обыграл в финале Марка Жикеля — 7-6(5), 6-4, а в парах он победил в альянсе с Жо-Вильфридом Тсонга.
Сезон 2008 был неудачным из-за постоянно возникающих проблем в правом плече. Проблемы не позволили Грожану выйти на прежний уровень и по окончании сезона 2010 года он решил завершить карьеру.
Тренерская карьера.
По окончании карьеры профессионального теннисиста Грожан остался в мире тенниса и начал тренерскую карьеру.
В 2011—2016 годах Грожан был тренером-консультантом Ришара Гаске.
В 2017 году Ник Кирьос пригласил Грожана работать с ним на крупных турнирах и во время тренировочных сборов.
В конце 2018 года Грожан стал новым капитаном сборной Франции в Кубке Дэвиса.

## Рейтинг на конец года
| Год  | Одиночный рейтинг | Парный рейтинг |
| 2010 | 722               | 442            |
| 2009 | 677               | 289            |
| 2008 | 170               | 252            |
| 2007 | 53                | 96             |
| 2006 | 28                | 154            |
| 2005 | 25                | 176            |
| 2004 | 15                | 71             |
| 2003 | 10                | 118            |
| 2002 | 17                | 93             |
| 2001 | 6                 | 114            |
| 2000 | 19                | 133            |
| 1999 | 27                | 527            |
| 1998 | 88                | 530            |
| 1997 | 145               | 475            |
| 1996 | 405               | 1160           |
| 1995 | 861               |                |

По данным официального сайта ATP на последнюю неделю года.

## Выступления на турнирах

### Финалы итогового турнира ATP в одиночном разряде (1)

#### Поражения (1)
| №  | Год  | Турнир            | Покрытие | Соперник в финале | Счет        |
| 1. | 2001 | Сидней, Австралия | Хард     | Ллейтон Хьюитт    | 3-6 3-6 4-6 |

### Финалы турнировATPв одиночном разряде (13)

#### Победы (4)
| Легенда                     |
| --------------------------- |
| Турниры Большого шлема (0*) |
| Олимпиада (0)               |
| Кубок Мастерс (0)           |
| ATP Мастерс (1+1)           |
| АТР International Gold (0)  |
| АТР International (3+4)     |

| Титулы по покрытиям | Титулы по месту проведения матчей турнира |
| ------------------- | ----------------------------------------- |
| Хард (1+3*)         | Зал (3+2)                                 |
| Грунт (0+1)         | Зал (3+2)                                 |
| Трава (1)           | Открытый воздух (1+3)                     |
| Ковёр (2+1)         | Открытый воздух (1+3)                     |

* количество побед в одиночном разряде + количество побед в парном разряде.
| №  | Дата            | Турнир                    | Покрытие | Соперник в финале   | Счёт                  |
| 1. | 24 июня 2000    | Ноттингем, Великобритания | Трава    | Байрон Блэк         | 7-6(7) 6-3            |
| 2. | 4 ноября 2001   | Париж, Франция            | Ковёр(i) | Евгений Кафельников | 7-6(3) 6-1 6-7(5) 6-4 |
| 3. | 27 октября 2002 | Санкт-Петербург, Россия   | Хард(i)  | Михаил Южный        | 7-5 6-4               |
| 4. | 28 октября 2007 | Лион, Франция             | Ковёр(i) | Марк Жикель         | 7-6(5) 6-4            |

#### Поражения (9)
| №  | Год             | Турнир                     | Покрытие | Соперник в финале   | Счёт            |
| 1. | 28 марта 1999   | Майами, США                | Хард     | Рихард Крайчек      | 6-4 1-6 2-6 5-7 |
| 2. | 2 мая 1999      | Атланта, США               | Грунт    | Штефан Коубек       | 1-6 2-6         |
| 3. | 16 апреля 2000  | Касабланка, Марокко        | Грунт    | Фернандо Висенте    | 4-6 6-4 6-7(3)  |
| 4. | 18 февраля 2001 | Марсель, Франция           | Хард(i)  | Евгений Кафельников | 6-7(5) 2-6      |
| 5. | 18 ноября 2001  | Итоговый турнир            | Хард     | Ллейтон Хьюитт      | 3-6 3-6 4-6     |
| 6. | 15 июня 2003    | Лондон, Великобритания     | Трава    | Энди Роддик         | 3-6 3-6         |
| 7. | 5 октября 2003  | Токио, Япония              | Хард     | Райнер Шуттлер      | 6-7(5) 2-6      |
| 8. | 13 июня 2004    | Лондон, Великобритания (2) | Трава    | Энди Роддик         | 6-7(4) 4-6      |
| 9. | 24 апреля 2005  | Хьюстон, США               | Грунт    | Энди Роддик         | 2-6 2-6         |

### Финалы турнировATPв парном разряде (7)

#### Победы (5)
| №  | Дата            | Турнир              | Покрытие | Партнёр            | Соперники в финале               | Счёт        |
| 1. | 16 апреля 2000  | Касабланка, Марокко | Грунт    | Арно Клеман        | Ларс Бургсмюллер Эндрю Пейнтер   | 7-6(4) 6-2  |
| 2. | 28 июля 2002    | Лос-Анджелес, США   | Хард     | Николас Кифер      | Джастин Гимелстоб Микаэль Льодра | 6-4 6-4     |
| 3. | 16 февраля 2003 | Марсель, Франция    | Хард(i)  | Фабрис Санторо     | Павел Визнер Томаш Цибулец       | 6-1 6-4     |
| 4. | 21 марта 2004   | Индиан-Уэллс, США   | Хард     | Арно Клеман        | Уэйн Блэк Кевин Ульетт           | 6-3 4-6 7-5 |
| 5. | 28 октября 2007 | Лион, Франция       | Ковёр(i) | Жо-Вильфрид Тсонга | Лукаш Кубот Ловро Зовко          | 6-4 6-3     |

#### Поражения (2)
| №  | Дата            | Турнир            | Покрытие | Партнёр     | Соперники в финале           | Счёт       |
| 1. | 14 октября 2001 | Лион, Франция     | Ковёр(i) | Арно Клеман | Ненад Зимонич Даниэль Нестор | 1-6 2-6    |
| 2. | 1 ноября 2009   | Лион, Франция (2) | Хард (i) | Арно Клеман | Жюльен Беннето Николя Маю    | 4-6 6-7(6) |

### Финалы командных турниров (3)

#### Победы (1)
| №  | Год  | Турнир       | Команда                                         | Соперник в финале                      | Счёт |
| 1. | 2001 | Кубок Дэвиса | Франция С.Грожан, С.Пьолин, Ф.Санторо, Н.Эскюде | Австралия У.Артурс, П.Рафтер, Л.Хьюитт | 3-2  |

#### Поражения (2)
| №  | Год  | Турнир           | Команда                                             | Соперник в финале                                        | Счёт |
| 1. | 1999 | Кубок Дэвиса     | Франция С.Грожан, О.Делатр, С.Пьолин, Ф.Санторо     | Австралия Т.Вудбридж, М.Вудфорд, М.Филиппуссис, Л.Хьюитт | 2-3  |
| 2. | 2002 | Кубок Дэвиса (2) | Франция С.Грожан, П. А. Матьё, Ф.Санторо, Н. Эскюде | Россия Е.Кафельников, М.Сафин, М.Южный                   | 2-3  |

## История выступлений на турнирах
| Турнир                       | 1997          | 1998          | 1999          | 2000  | 2001          | 2002          | 2003          | 2004  | 2005          | 2006          | 2007          | 2008  | 2009          | 2010          | Итог   | В/П за карьеру |
| ---------------------------- | ------------- | ------------- | ------------- | ----- | ------------- | ------------- | ------------- | ----- | ------------- | ------------- | ------------- | ----- | ------------- | ------------- | ------ | -------------- |
| Турниры Большого шлема       |               |               |               |       |               |               |               |       |               |               |               |       |               |               |        |                |
| Открытый чемпионат Австралии | -             | К             | 1Р            | 3Р    | 1/2           | 2Р            | 1/4           | 1/4   | 2Р            | 1/4           | 3Р            | 3Р    | -             | 1Р            | 0 / 11 | 25-11          |
| Открытый чемпионат Франции   | 1Р            | 1Р            | 3Р            | 3Р    | 1/2           | 1/4           | 2Р            | 2Р    | 4Р            | 2Р            | 1Р            | -     | -             | -             | 0 / 11 | 19-11          |
| Уимблдон                     | К             | 4Р            | 3Р            | 1Р    | 3Р            | -             | 1/2           | 1/2   | 1/4           | 3Р            | 2Р            | 2Р    | -             | -             | 0 / 10 | 25-10          |
| Открытый чемпионат США       | К             | 1Р            | 1Р            | 3Р    | 1Р            | 2Р            | 1Р            | 2Р    | 3Р            | 2Р            | 3Р            | 1Р    | -             | -             | 0 / 11 | 9-11           |
| Итог                         | 0 / 1         | 0 / 3         | 0 / 4         | 0 / 4 | 0 / 4         | 0 / 3         | 0 / 4         | 0 / 4 | 0 / 4         | 0 / 4         | 0 / 4         | 0 / 3 | 0 / 0         | 0 / 1         | 0 / 43 |                |
| В/П в сезоне                 | 0-1           | 3-3           | 4-4           | 6-4   | 12-4          | 6-3           | 10-4          | 11-4  | 10-4          | 8-4           | 5-4           | 3-3   | 0-0           | 0-1           |        | 78-43          |
| Итоговые турниры             |               |               |               |       |               |               |               |       |               |               |               |       |               |               |        |                |
| Финал мирового тура ATP      | -             | -             | -             | -     | Ф             | -             | -             | -     | -             | -             | -             | -     | -             | -             | 0 / 1  | 3-2            |
| Олимпийские игры             |               |               |               |       |               |               |               |       |               |               |               |       |               |               |        |                |
| Летняя олимпиада             | Не проводился | Не проводился | Не проводился | -     | Не проводился | Не проводился | Не проводился | 1/4   | Не проводился | Не проводился | Не проводился | -     | Не проводился | Не проводился | 0 / 1  | 3-1            |
| Турниры АТП Мастерс          |               |               |               |       |               |               |               |       |               |               |               |       |               |               |        |                |
| Индиан-Уэллc                 | -             | -             | -             | 3Р    | 3Р            | 1Р            | 3Р            | 4Р    | 2Р            | 4Р            | 1Р            | 1Р    | -             | К             | 0 / 9  | 10-9           |
| Майами                       | -             | -             | Ф             | 3Р    | 3Р            | 3Р            | 2Р            | 4Р    | 3Р            | 3Р            | 2Р            | 2Р    | -             | -             | 0 / 10 | 15-10          |
| Монте-Карло                  | К             | 2Р            | 3Р            | 1Р    | 1/2           | 1/2           | -             | 2Р    | -             | 2Р            | -             | 1Р    | -             | -             | 0 / 8  | 13-8           |
| Гамбург                      | -             | -             | -             | 2Р    | 3Р            | 2Р            | 2Р            | 1Р    | 3Р            | 3Р            | К             | -     | Не Мастерс    | Не Мастерс    | 0 / 7  | 9-7            |
| Рим                          | -             | -             | 1Р            | 1Р    | 3Р            | 3Р            | 1Р            | 2Р    | 2Р            | 1Р            | -             | -     | -             | -             | 0 / 8  | 6-8            |
| Торонто/Монреаль             | -             | -             | 2Р            | 3Р    | -             | 1/4           | 3Р            | 1Р    | 3Р            | 2Р            | 1Р            | -     | -             | -             | 0 / 8  | 11-8           |
| Цинциннати                   | -             | 1Р            | 1Р            | 2Р    | -             | 1Р            | 1Р            | 1Р    | 1Р            | 1Р            | К             | -     | -             | -             | 0 / 8  | 1-8            |
| Штутгарт/Мадрид              | -             | -             | 2Р            | 1/2   | 3Р            | 1/2           | 1/4           | -     | 2Р            | 2Р            | -             | -     | -             | -             | 0 / 7  | 13-7           |
| Париж                        | -             | 1Р            | 1Р            | 3Р    | П             | 3Р            | 2Р            | -     | 1Р            | 2Р            | 1Р            | -     | 1Р            | -             | 1 / 10 | 8-9            |
| Статистика за карьеру        |               |               |               |       |               |               |               |       |               |               |               |       |               |               |        |                |
| Проведено финалов            | 0             | 0             | 2             | 2     | 3             | 1             | 2             | 1     | 1             | 0             | 1             | 0     | 0             | 0             |        | 13             |
| Выиграно турниров            | 0             | 0             | 0             | 1     | 1             | 1             | 0             | 0     | 0             | 0             | 1             | 0     | 0             | 0             |        | 4              |
| В/П: всего                   | 0-5           | 16-19         | 36-28         | 44-26 | 51-26         | 43-22         | 36-21         | 28-15 | 30-23         | 27-21         | 21-18         | 7-15  | 1-5           | 1-3           |        | 341-247        |
| Σ % побед                    | 0 %           | 46 %          | 56 %          | 63 %  | 66 %          | 66 %          | 63 %          | 65 %  | 57 %          | 56 %          | 54 %          | 32 %  | 17 %          | 25 %          |        | 58 %           |

К — проигрыш в квалификационном турнире.